# Wereldkampioenschappen triatlon lange afstand 2006
Het Wereldkampioenschap triatlon lange afstand 2006 vond plaats op 19 november in de Australische stad Canberra. De wedstrijd bestond uit 4 km zwemmen, 120 km fietsen en 30 km hardlopen. Bij de mannen ging de overwinning naar de Deen Torbjørn Sindballe in 5:59.13. Bij de vrouwen schreef de Britse Bella Comerford de wedstrijd op haar naam in 6:55.32.

## Uitslagen

### Mannen
| rang   | naam                 | land | tijd     |
| ------ | -------------------- | ---- | -------- |
| Goud   | Torbjørn Sindballe   | DEN  | 05:59.13 |
| Zilver | Craig Alexander      | AUS  | 06:00.35 |
| Brons  | Marino Vanhoenacker  | BEL  | 06:02.22 |
| 4      | Julien Loy           | FRA  | 06:02.46 |
| 5      | Nathan Richmond      | NZL  | 06:04.53 |
| 6      | Patrick Vernay       | NZL  | 06:06.45 |
| 7      | Herve Faure          | FRA  | 06:07.26 |
| 8      | Jonas Colting        | SWE  | 06:07.56 |
| 9      | Reinaldo Colucci     | BRA  | 06:10.49 |
| 10     | Jens Koefoed         | DEN  | 06:11.15 |
| 11     | Alejandro Santamaria | ESP  | 06:12.31 |
| 12     | Gilles Reboul        | FRA  | 06:13.56 |
| 13     | Rene Goehler         | GER  | 06:14.03 |
| 14     | Cyrille Neveu        | FRA  | 06:14.40 |
| 15     | Jimmy Johnsen        | DEN  | 06:14.45 |
| 16     | Stephan Sheldrake    | NZL  | 06:15.18 |
| 17     | Boyd Conrick         | AUS  | 06:15.43 |
| 18     | Marcel Zamora        | ESP  | 06:17.08 |
| 19     | Tim Marr             | USA  | 06:18.52 |
| 20     | Stephen Bayliss      | GBR  | 06:19.33 |
| 21     | Ole Stougaard        | DEN  | 06:20.22 |
| 22     | Chris Brands         | NED  | 06:27.12 |
| 23     | Gerrit Schellens     | BEL  | 06:28.40 |
| 24     | Jan Wainer           | CZE  | 06:31.59 |
| 25     | Stuart Bardsley      | AUS  | 06:32.39 |
| 26     | Petr Vabroušek       | CZE  | 06:38.46 |
| 27     | Clemente Alonso      | ESP  | 06:39.42 |
| 28     | Russel Kober         | GBR  | 06:43.17 |
| 29     | Walter Thorburn      | NZL  | 06:44.55 |
| 30     | Aaron Farlow         | AUS  | 06:48.45 |
| 31     | Blair Jordan         | NZL  | 06:51.41 |
| 32     | Nick Hornman         | AUS  | 06:53.34 |
| 33     | Shanon Barnett       | NZL  | 06:58.21 |
| 34     | Teppei Takeuchi      | JPN  | 07:03.28 |
| 35     | Pawel Wisniewski     | POL  | 07:13.11 |
| 36     | Elliot Gotovac       | CRO  | 07:23.36 |
| 37     | Joseph Zemaitis      | USA  | 08:20.44 |

### Vrouwen
| rang   | naam                 | land | tijd     |
| ------ | -------------------- | ---- | -------- |
| Goud   | Bella Comerford      | GBR  | 06:55.32 |
| Zilver | Edith Niederfriniger | ITA  | 06:57.17 |
| Brons  | Johanna Daumas       | FRA  | 07:00.50 |
| 4      | Erika Csomor         | HUN  | 07:05.13 |
| 5      | Martina Dogana       | ITA  | 07:05.37 |
| 6      | Sara Gross           | GBR  | 07:06.47 |
| 7      | Heidi Jesberger      | GER  | 07:08.33 |
| 8      | Cristina Azanza      | ESP  | 07:14.56 |
| 9      | Abigail Bayley       | GBR  | 07:21.00 |
| 10     | Amalia Cox           | AUS  | 07:22.56 |
| 11     | Linda Gallo          | USA  | 07:25.43 |
| 12     | Kirra Rankin         | AUS  | 07:27.35 |
| 13     | Belinda Halloran     | AUS  | 07:35.42 |
| 14     | Manuela Ianesi       | ITA  | 07:37.31 |
| 15     | Rachel Horn          | GBR  | 07:39.31 |
| 16     | Fleur Bromley        | NZL  | 07:59.42 |
| 17     | Jacinda Papps        | NZL  | 08:11.33 |
| 18     | Junko Yashiro        | JPN  | 08:12.03 |
| 19     | Rachel Sears         | USA  | 08:27.00 |
| 20     | Ruthy Vesler         | USA  | 08:34.48 |